# 水越結花
水越 結花（みずこし ゆか、　1989年3月28日 - ）は、日本の女性歌手・アーティスト・シンガーソングライター。トライアスリート。
富山県射水市出身。血液型はB型。
フラップスプラン所属。とやまふるさと大使。いみずPR大使。

## 来歴

### 人物
本名「結花」は、花のように強く優しく美しく、色んな花を結んだ、花束のような子に育つようにと名付けられた。
歌詞の中でも自分を花に例える比喩が多く、花の名前、花言葉がよく登場する。故郷富山への愛も強い。ルーツを大切にする人物。
見た目とのギャップに驚かれるほど、性格が男前。座右の銘「有言実行・大器晩成・人生一度きり」

### 音楽のルーツ
幼い頃から歌が大好きで、テレビの前、ラジオから流れる音楽に合わせていつも歌って踊っていた。
父の影響でビートルズ、矢沢永吉、吉田拓郎、中島みゆき、桑田佳祐、松任谷由実など、50's〜ロックン・ロール、歌謡曲、ポップスを聴いて育つ。昭和が大好きな平成生まれ。
週末にレンタル店に連れて行ってもらうのが楽しみで、両親の車にそれぞれ選曲したカセットを作るのが好きだった。
初めてマイクを持ったのはスナック。初めて生ライブを見たのはロカビリーバンドのストリートパフォーマンス。
初めて買ったCDは「LINDBERG　/ 君のいちばんに…」。
小学生の時にはSPEEDに夢中になり、解散会見が緊急生中継されたときはテレビの前で大号泣した。
そのあと、人生で最も影響を受けた歌姫、浜崎あゆみの音楽と出会う。
『A Song for XX』の歌詞に衝撃を受け、自分の想いを歌詞に綴るようになった。

### 学生時代
小学校の卒業文集に「歌手になる」と初めて書き、ちょっとした事件が起きる。それ以来、夢を胸に秘め、思春期に突入。
中学時代は、歌手になるためには体力！と、走るのは速くなかったが、陸上部に入部。
想像以上に辛く厳しい部活だったが、走っているときは嫌なことを全部忘れられる。走ったあとは必ず前向きになれる。と夢中になった。
引退後は太りたくない一心で秋の大会に向けて招集される駅伝部に入部。レギュラー選抜入りは出来ず補欠メンバーとなったが、各校の男女控え選手が出場する友好レースに出場し、優勝を果たす。
3年間同じだった担任教師が、教室に飾っていた相田みつをのカレンダーを、毎月終わったら持ち帰っていた。好きな詩は「自分の花を」。
高校は、総合学科で英語を専攻。ニューヨーク州にある姉妹校との交換留学制度で春休みに1ヶ月渡米。
研修テーマを「夢」に決めて、「what your dream?」と質問攻めし、日本との夢の捉え方、自由な価値観に感銘を受ける。
最後のホームパーティは16歳の誕生日。「I want to be a singer.」とスピーチをして、たくさんの拍手とハグをもらった。
カラフルすぎるバースデーケーキを食べて帰国し、歌手になる夢を叶える決意をする。
小杉高校で女子柔道78kg超級で活躍していた田知本愛と同級生。（リオデジャネイロオリンピック金メダリスト妹の遥は一学年後輩にあたる）

### 夢のはじまり
高校3年生の夏休みに人生はじめてのオーディションに挑戦する。
avex主催で47都道府県、予選に富山会場もあったので決心し、親には内緒で応募した。
結局最終選考まで言い出せず、アルバイトで貯めたお金で東京に行き、オーディションや体験入学レッスンに通った。
年明けに見事合格通知が届き、avex artist academyに特待生として育成契約を獲得した。
黒部で開催されたNHKのど自慢予選会も通過し、高校生活最後に制服で出場した。歌った曲は「kiroro / 生きてこそ」鐘はいまひとつだった。
卒業文集事件以来、両親にすべて事後報告プレゼンをし、音楽専門学校（TSM渋谷校）に進学、とりあえず2年間！という名目で、上京に成功する。
東京に行けばすぐにデビューできると思っていたが、そんなに甘くなかった。2年のレッスンはあっという間に終わり、学校を卒業。
専属契約を賭けたオーディションで成果を出せず、自暴自棄になり、契約終了。
オーディションを30社以上受けるがすべて不合格。20歳の誕生日にストリートライブを始めた。夢のはじまり。

### デビューまでの道のり
ストリートライブの規制が日に日に厳しくなって行く中、21:30になると渋谷SEIBU前で歌い、手売りのCDを販売。
全国デビューまで支えてくれたマネージャーとの出会いで活動は本格スタート。
サポートバンドメンバーを揃えてもらい、生演奏、生きた音に、とことんこだわった。その後、10年来の付き合いとなる。
ビラ配り、スナックやBARでの営業、地道なライブ活動を積み、2年間で1万枚セールス。
2010年夏頃から喉に違和感を感じ、声帯結節のため高音が出なくなり手術をする。
ライブ以外の活動は続け、歌以外の表現方法を模索した。このときにマラソンと出会う。
2011年東日本大震災の復興へと日本中が立ち上がる中、6月に配信デビュー、11月に念願の全国デビューを果たす。
初めてCDが店頭に並び、パネルにサインをし、カラオケに楽曲が入って、歌手になる夢が叶った日。
ラジオDJや公開生配信番組などレギュラーを持ち、モデル、演技、ミュージカル、MCなど多方面で活動した。
主なワンマンライブ・主催ライブ
- 2009年7月 自主企画ライブ「DAHLIA」 　　〜2014年3月vol.10で完結。
- 2010年3月 水越ユカ1st BDワンマンライブ「Me ＆You」　＠渋谷Glad
- 2010年8月水越結花 × ルミカ　SPECIAL 2MAN LIVE『GIRLS　HISTORY』
- 2011年3月 水越ユカ2nd BDワンマンライブ「Me ＆You 〜second iｍpact〜」 ＠渋谷Glad　※喉の手術、震災のため公演延期
- 2011年8月「Me ＆You 〜piece 2 peace〜 」 ＠渋谷Glad
- 2011年11月23日 全国デビュー KDDIスタジオデビュー記念インストアライブ
- 2013年3月 水越ユカBDワンマンライブ「Me ＆You 〜time is now〜」＠渋谷club asia
- 2014年3月  自主レーベル「MeYou Record」立ち上げ
- 2014年3月 富山凱旋ホールワンマンライブ「Me ＆You 〜MY STORY〜」 @アイザック小杉文化ホール・ラポール
- 2015年11月　水越ユカワンマンライブ2015　day1. 「100＋1回ライブ ～100回目富山公演～ 」@大門総合会館
- 2015年11月　水越ユカワンマンライブ2015 day2. 「100＋1回ライブ　～100＋1回目東京公演～」@渋谷LOOP ANNEX
- 2016年3月    水越ユカBDワンマンライブ 〜Re:START〜 ※体調不良のため公演中止
- 2018年3月　水越ユカBirthday Live 「Me ＆You  step by step〜10周年への最初の一歩〜」＠東急プラザ銀座7F HANDS EXPO CAFE
- 2019年3月　水越ユカ30祭！BirthdayLive　「Me ＆You  MY HISTORY ～10th Anniversary 2019～」＠渋谷Glad

### 富山弁ソング
初めての富山凱旋ライブの開催を決意し1年前に会場を押さえ、PRのため飛び込み営業からスタートした。
北陸新幹線開業の1年前でもあり、架け橋になれたらと、何度も東京と富山を往復した。
会場は高校時代、吹奏楽部の定期演奏会で立っていた舞台、アイザック小杉文化ホール・ラポールを選んだ。
楽曲を知ってもらうため12ヶ月連続配信をし、その中で富山弁のラブソング「あいのかぜ」が誕生した。
めざましテレビで可愛い方言２位！として取り上げられ、youtubeでも話題になり、地元メディアで取り上げられる。
MVの撮影地は射水市にある海王丸パーク。恋人の聖地に認定されたことにインスパイアされ、楽曲の舞台となった。
最新曲「がんばらんまいけ」2018まで、累計再生回数10万回を突破。

### 水越ユカに改名
2015年元I WiSHメンバー、川嶋あいを見出したプロデューサーnaoと出会い、水越ユカに改名。
- 北陸新幹線の開業に合わせ、「2時間8分」「あいのかぜ2」を制作。2枚のミニアルバムを発表。功績が認められ、射水首都圏PR大使、とやまふるさと大使に就任。

- 一般男性との結婚を発表後、長男を出産。

- ヨガインストラクターの資格取得。

- 東京代々木上原にあるPR企画会社FLAPSplan(フラップスプラン)に所属し、第２章がスタート。

- 楽曲提供や富山あいのかぜジェントルライドの立ち上げに向けて始動。PRやプロデュースに興味をもつ。人の魅力を最大化し、応援し、伝えるPRディレクターの仕事を勉強中。

### 活動10周年
2018年Zepp Tokyoで開催された母校TSM同窓会ライブにて、歴代卒業生の中で最優秀賞を獲得し、jealkb主催の音楽フェス・オトタノ渋谷O-EASTに出演。
よしもとミュージックエンターテイメントより｢がんばらんまいけ｣配信リリース。全国のファミリーマートでパワープレイされた。
CAMPFIREにて10周年に向けてプロジェクトを立ち上げ、クラウドファンディング200%達成。
ベストアルバム全国発売、渋谷Gladにて30歳のBirthdayワンマンライブを開催。2019年活動10周年として節目の年となった。

### トライアスロン
趣味はマラソン、ロードバイク。2019年トライアスロンに初挑戦。
- 2010年ホノルルマラソンに挑戦し、今まで味わったことのない達成感、見ず知らずの人が応援してくれるマラソンの魅力に虜になる。

- 2012年東京マラソンに当選し出走し、芸能人ランキングトップ10にランクイン。当時は珍しかったサブ４を目指して練習を始める。自己ベストは4時間24秒[2]。

- 産後5ヶ月で出走した4回目の東京マラソンを6時間かけて完走し、記録だけではない、マラソンの醍醐味を再確認する。東京マラソンには毎年出場。2013年、2019年は東京マラソン祭沿道ライブ出演。

- 2015年富山マラソンが開催され、3年連続ゲストランナーを務めている。

- 2017年から3年連続、富山県射水市でサイクリングイベント「富山あいのかぜジェントルライド」を開催

- トライアスロンの鉄人レースと呼ばれるIROMANを完走して鉄人になることが夢。

- ｢音楽とスポーツでみんなを笑顔に｣　テーマソング、応援ソングの制作、全国各地の大会で歌って走って応援歌を届けている。

▼過去の出場大会ブログはこちら
| 年月日         | 大会名                       | タイム     |
| -------------- | ---------------------------- | ---------- |
| 2010年12月12日 | ホノルルマラソン             | 5:33'22"   |
| 2012年2月26日  | 東京マラソン2012             | 4:59'39"   |
| 2012年11月25日 | 第1回富士山マラソン          | 5:04'39"   |
| 2014年2月23日  | 東京マラソン2014             | 4:01'39"   |
| 2015年11月1日  | 富山マラソン2015             | 4:08'50"   |
| 2016年2月28日  | 東京マラソン2016             | 4:00'24"   |
| 2017年2月26日  | 東京マラソン2017             | 5:58'31"   |
| 2017年10月29日 | 富山マラソンゲストランナー   | 4:06'27"   |
| 2018年2月25日  | 東京マラソン2018             | 4:05'53"   |
| 2018年10月28日 | 富山マラソンゲストランナー   | 4:44'19"   |
| 2019年10月13日 | 東北宮城復興マラソン2019     | 台風延期   |
| 2019年10月27日 | 富山マラソンゲストランナー   | 4:59'47"   |
| 2020年3月1日   | 東京マラソン2020             | 中止・延期 |
| 2020年3月7日   | 名古屋ウィメンズマラソン2020 | 中止       |

## 作品

### ベストアルバム
- 2019年3月28日　「MY HISTORY」(MeYou Record) 〜10th Anniversary　♪がんばらんまいけ収録
- 2014年3月28日 「MY HISTORY」(MeYou Record)   〜5th Anniversary　　♪あいのかぜ収録

### ミニアルバム
- 2015年3月14日　「あいのかぜ２」(PEACEVOICE ENTERTAINMENT)
- 2015年11月28日　「Singer Song Runner」(PEACEVOICE ENTERTAINMENT)

### デジタルアルバム
- 2014年8月26日「Me」「You」(MeYou Record)

### デビューシングル
- 2011年6月12日　「Umbrella～2人だけの場所～ / mama」(TEICHIKU MUSIC / GLOUBULE)

- 2011年11月23日「in the room / milk tea」(TEICHIKU MUSIC / GLOUBULE)

### 手売り限定シングル
- 2009年6月14日　「walk away / BEST」

- 2009年11月17日「in the room / love at night / pinkey love」
- 2010年3月28日　「Rainy Girl / Me and You」
- 2010年8月31日　「tugumi / your song」

## 主な出演

### テレビ・タイアップ
- KNBnews every 「とれたてワイド」富山弁のラブソングあいのかぜ

- チューリップテレビ 新幹線開業1年前特番 ニュース6スペシャル「かがやき★トーク」生出演

- テレビ朝日「流派R」「全力坂」No.999  No.1002　No.1020

- 千葉テレビ「ドラマ・勝利の女神」「出番ですよ」

- J-COM 「Love Spiral Channel」オープニング&エンディングテーマ起用　♪Me and You
- テレビ東京　「就活魂」エンディングテーマ起用　♪HERO
- 千葉テレビ放送「Sシート ～アスリートの素顔～」番組エンディングテーマ　♪Re:START
- 富山テレビ放送「富山いかが de SHOW」3月エンディングテーマ　♪2時間8分
- 関西テレビ放送「やすとも・友近のキメツケ※あくまで個人の感想です」10月エンディングテーマ　♪がんばらんまいけ

### ラジオ
- KNBラジオ「高原兄の５時間耐久ラジオ」｢鍋田恭子のよってかれま～｣ ｢でるラジ｣ ｢KNBミュージックカフェ｣
- FMとやま「WEEKLY CHART EXPRESS -TOYAMA TOP30-」｢射水ムズムズアワー｣
- ラジオ・ミュー「レインボーフライデー」
- 富山シティエフエム「宮本聡美の輝ットキト！」｢with RADIO｣ ｢GO!GO!City｣  ｢金曜日はドキドキ！！｣
- ラジオ日本 北陸新幹線開業特番「中村こずえの みんなでニッポン日曜日 」(2015)
- 文化放送 立川志の輔 「志の輔ラジオ 落語DE デート」(2015)
- エフエムせたがや ｢渡辺真知子のアフタヌーンパラダイス」(2015)
- かつしかFM ｢ゆたかとちあきのありがとうの時｣　ゲスト: 仲本工事　(2016)

- NHKラジオ 「ごごラジ」 (2018)
- MID FM「infinity! -New Era-｣ ｢ホリンピックの真夜中の王国｣(2019)
- Date FM 「Crescendoとれん堂」(2015) ｢monning Brush｣生出演 (2019)

### CM・ミュージックビデオ
- Egirls-Dream 「こんなにも」 MV出演
- 東京ディズニーランド「ジャングルクルーズ：ワイルドライフ・エクスペディション」リニューアルCM出演
- アロイTHAI_ タイ料理info出演
- EVER HOME 楽曲提供＆出演

### 雑誌・モデル
- RUNNET 「明日に繋がるウチトレ特集」
- 週刊ゴルフダイジェスト
- La2カタログ ランニングウェアページ掲載
- オーダーメイドドレスショップ　Qazariカタログモデル

公開生放送レギュラー番組
- MONDAY NIGHT 20！　2010年〜　（あっ!とおどろく放送局）
- みんなでMONDAY NIGHT 21　〜2012年（あっ!とおどろく放送局）
- MDN academy　〜2012年（WALOPP放送局）

ネットラジオ
- ラジオ！Me and You♪（LIVE　CAST）(2009年〜2010年)
- MeYou channel　（東京ネットラジオ）(2010年〜2014年！)

舞台
- 秦建日子「比翼の鳥　ファインディング・サトコ」　　(2011年3月2日〜3月6日/ 全7ステージ) 出演。
- ミュージカル Go JET!GO!GO! 　　GIRLS- ミッツ役 （2011年12月16日〜12月25日/全10ステージ）出演。
- ミュージカル Go JET!GO!GO! 　　GIRLS-ナッツ役  （2012年4月27日〜5月6日/全7ステージ）出演。